# Вермінофобія

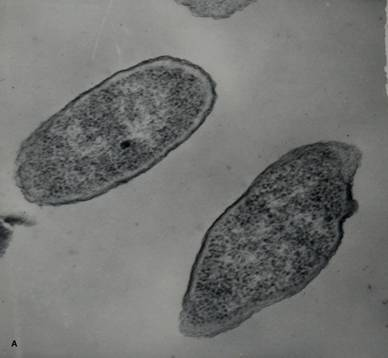
Мікрофотографія ультратонких зрізів бактерій P. multocida 4 години культивування

Вермінофобія (від лат. vermis.  — «черв'як» і дав.-гр. φόβος — «страх») — одна з фобій у сучасний психіатрії. Це страх бути зараженим будь-якою хворобою, що пов'язана з мікроорганізмами, бактеріями, микробами і вірусами, суліями, комахами тощо.
Дуже часто ця фобія активно використовується продавцями і виробниками різних миючих засобів, які пропонують покупцям антимікробні продукти, що знищують практично всі мікроби . Насправді, такі засоби вбивають тільки частину мікроорганізмів, які зазвичай не є небезпечними для здоров'я людини з нормально функціонуючою імунною системою . Залишаються лише  найстійкіші і життєздатніші мікроорганізми, боротися з якими складніше всього. Однак, за відсутності мікробів, тобто в стерильному середовищі, імунна система людини поступово перестає виконувати свої функції. В результаті чого, імунітет слабшає, і людина стає особливо чутливою до різного роду інфекцій . 

## Причини виникнення фобії
Бактерій, котрі можуть викликати хворобу і можуть привести до смерті, відомі як патогенні бактерії. Коли ці патогени становляться неконтрольованими, вони можуть викликати епідемії. Для тих, хто працює в області медицини, бактерії — причина постійного занепокоєння. Учені та медичні працівники знають, наскільки небезпечними можуть деякі види патогенів. В них може розвиватися особлива ступінь бактеріофобії, тому медичні працівники захищають себе ретельним миттям рук, медичними рукавичками та масками.
Існує багато видів патогенних бактерій і деякі з них добре відомі  Наприклад, бактерії, такі як сальмонела, викликають часті спалахи тяжких харчовий отруєнь. Люди, котрі боятся бактерій, часто уникають вживання їжі, котру вони самі не готують. Вони ретельно готують мясо, щоб знизити ризик. Іноді, сальмонелла може ховатися навіть у не шкідливих на перший погляд продуктах, таких як салат або помідори. Завжди є імовірність, що їжа може бути вкрита небезпечними мікробами, які неможливо побачити без микроскопа.
Ці бактерії можуть передаватися різними способами, також слід зазначити, що вони можуть передаватися від тварини до людини. Бактерії сальмонели можуть викликати такі симптоми як гарячку, судоми та шлункові розлади. У США щорічно реєструється 30 000 випадків отруєння сальмонелою.

### Інші патогени
Туберкульоз є одним з найважчих захворювань, який визвано патогенними бактеріями. Мікобактерії викликають цю смертельну хворобу, яка вражає легені, викликаючи кроваве мокротиння. Туберкульоз може поражати інші органи людини, а також центральну нервову систему. Туберкульоз є надзвичайно заразною хворобою, тому це означає, що шкідливі мікроби та бактерії можуть переноситися по повітрю.
В минулому туберкульоз був відомий як чахотка. Ця хвороба згадувалася у багатьох країнах та романах. Наприклад, в романі Луїзи Мей Елкотт «Маленькі жінки» була широко поширена думка, що доброзичливий персонаж, Мег, померла від туберкульозу. Епічний вірш Едгара Аллана По «Ворон» був написаний у той час, як його справжнє кохання загасало від чахотки.

## Симптоми
- Часте миття рук
- Використання рукавичок та захисних масок
- Використання дезінфікуючих засобів або салфеток

Вермінофоб не може наважитися піти у кінотеатр, відвідати басейн, провести вечір у ресторані, клубі та інших місцях. Тому не дивно, що сфера контактів з оточуючим світом стає меншою. На емоційний стан це впливає саме негативное воздействие. Якщо нагода тяжкий, людей можучи відмовлятися від ужитку у харч различных продуктів або навіть води, тому що вони представляють йому суттєвою погрозою. У таких#нагода формує вторичная анорексия, влекущая за собою истощение людину, а через некоторое пору і гибель.

## Терапія
Найефективнішим способом лікування вермінофобії є психотерапія. Якщо у людини була виявлена ця фобія, тоді основою терапевтичного впливу психіатри вважають проведення систематичної просвіти. Дуже важливо, щоб вермінофоб отримав повноцінну інформацію про види інфекцій, котрі пацієнт вважає особливо небезпечними для себе. Необхідно пояснити, як походить зараження, які міри самозахисту потрібно прийняти.
Терапія перед страхом бактерій та мікробів повинна проводитися під контролем спеціаліста. Варто розуміти, що перш ніж починати боротися зі станом вермінофобії, потрібно позбутися причини, котра викликає цей патологічний стан. Від вермінофобії можливо повністю вилікуватися, головне серйозно поставитися до терапії та провести своєчасне лікування.

## Відомі особистості з вермінофобією
Найбільш відомими особистостями, котрі потерпали від вермінофобії були Маяковський та Микола II. Фобія виявилася у Маяковського внаслідок смерті його батька, котрий помер від зараження крові, вколовши палець голкою.
- Говард Г'юз
- Дональд Трамп
- Кемерон Діас
- Деніз Річардс
- Тері Гетчер та інші.